# Amardi
In età classica, con il termine Amardi, noti anche come Mardi, venivano indicate alcune popolazioni stanziate tra gli altopiani iranico e armeno e l'Anatolia interna.

## Fonti antiche
Erodoto cita Amardi, Macroni, Mari, Moschi, Mossineci e Tibareni come abitanti della XIX satrapia, stabilita da Dario I di Persia, situata a sud-est del Ponto Eusino e delimitata verso sud dall'alta catena montuosa dei monti Moschici. Erodoto afferma che la satrapia fruttava 300 talenti di tasse e che i suoi abitanti possedevano un equipaggiamento bellico formato da elmi in legno, scudi e piccole lance con lunghe punte. In un altro passaggio, invece, li elenca tra le tribù che abitavano tra la Susiana e la Perside. Nearco riporta un'informazione simile, descrivendo i Mardi, i Susiani, gli Uxii e gli abitanti dell'Elimaide come popoli montani dediti al saccheggio e al nomadismo.
Nella Geografia, Strabone, invece, collocava i Mardi a sud del mar Caspio, nei pressi del fiume Amardos, in un territorio coincidente con le moderne regioni iraniane del Gilan e del Mazandaran.

## Identificazione ed etimologia
Da un punto di vista archeologico, sono stati attribuiti agli Amardi i reperti ritrovati nel sito di Marlik e risalenti all'età del ferro.
Sulla base delle fonti antiche, si è dedotto che gli Amardi potessero essere una popolazione di lingua iranica, poiché veniva affermato che fossero imparentati a popolazioni scitiche quali i Dahai, i Saci e i Saspiri.
Queste considerazioni hanno indotto a formulare l'ipotesi che l'etnonimo Mardi possa derivare dall'antico termine iranico antica per "uomo" (in persiano antico 𐎶𐎼𐎫𐎡𐎹, martiya). Secondo Richard N. Frye il termine persiano antico Amard, o Amui in medio persiano, sarebbe alla radice del nome della città di Amol, la quale era la capitale della Tapuria sotto la dinastia sasanide, che governò l'Impero persiano tra il III e il VII secolo.